# 553 Wschodni Batalion Ludowy
553 Wschodni Batalion Ludowy (niem. Оst-Volk-Bataillon 553), zwany też Batalionem Rekonwalescentów "Rosja" (Genesenden-Bataillon "Rußland") – ochotniczy oddział wojskowy Wehrmachtu złożony z Ukraińców, a następnie Rosjan podczas II wojny światowej.

## Historia
Batalion został sformowany 18 stycznia 1943 r. na obszarze Generalnego Gubernatorstwa. W jego skład weszli sowieccy jeńcy wojenni. W kwietniu tego roku przeformowano go na 1 Wschodni Ludowy Batalion dla Rekonwalescentów. 5 kwietnia 1944 r. został rozformowany. Na jego bazie utworzono Оst-Volk-Bataillon 553, składający się z Ukraińców. W czerwcu tego roku zmieniono ich na Rosjan. Następnie batalion przemianowano na  Russische-Pionier-Abteilung 553. W grudniu został przeniesiony do obozu w Münsingen, gdzie wszedł w skład nowo formowanej 1 Dywizji Sił Zbrojnych Komitetu Wyzwolenia Narodów Rosji.